# Miloslav Kollár
Mgr. Miloslav Kollár je slovenský multiinstrumentalista, skladatel, cestovatel, historik, politolog a organizátor zo Šale. Působí v hudebních projektech Lucas Perny & Miloslav Kollár, Capre zo Šaly, Krumplipapricash a sólovo. Je jeden z mála slovenských hráčů na indickou sitar, turecký oud, saz a jiné orientální a historické nástroje.
Miloslav Kollár je absolvent politologie a historie na filozofickej fakultě UKF v Nitře.
Byl oceněn titulem "Ocenění aktivních občanů" ve městě Šaľa občanským sdružením Šaľa, městem Šaľa a Nitranským samosprávným krajem.

## Diskografie
- Miloslav Kollár - Planéta krás, 2021[9]
- Miloslav Kollár - Nohami na zemi, 2021[10]
- Miloslav Kollár - Voda, 2021[11]
- Miloslav Kollár - Les bez želiez (feat. Lucas Perny), 2021[12][13]
- Miloslav Kollár - Láska láskavá, 2021[14]
- Miloslav Kollár - Buď kým si, 2021[15]
- Miloslav Kollár - Dúha, 2021[16]
- Miloslav Kollár - Brány, 2021[17]
- Miloslav Kollár - Siréna, 2019[18]
- Miloslav Kollár & Lucas Perny - Theatrum mundi, 2014[19][20][21]
- Miloslav Kollár - Výber skladieb (single) (Soundcloud), 2013[22]
- Lucas Perny - The Rondel, 2013 [23]
- Capre zo Šaly - Ethnofusion, 2013
- Lucas Perny & Miloslav Kollár - EP Love Revolution, 2013 [24]
- Dúhové Eminencie - Astro Night, 2012
- Duhové Eminencie - Šťastie, 2012
- Krumpliapapricash - The Big Oscilator, 2012
- Lucas Perný & Miloslav Kollár - Astral Gate, 2012 [25]
- Miloslav Kollár - Rain Jig / Marco Polo / Morning Raga / Francois, singel, 2012
- Lucas Perný & Miloslav Kollár - EP Afternoon dreams/Drum’n’Drone, 2012
- Krumplipapricash - Anthology Of Rainbow Fountains, 2011
- Stefanik, Perny & Kollár - Channeling Of Lady Elizabeth Báthory, 2010
- Stefanik, Perny & Kollár - Live At Club Of Artists, 2010
- Miloslav Kollár - Neviem Ta Dostať Von Z Hlavy/Pisarka Osudov/Samotar/Ulita, singel, 2011 [26]
- Miloslav Kollár - Dúha / Padá Dážď, 2011
- Capre zo Šaly - DVD Capre, 2009
- Miloslav Kollár & Karafiáty - Prvá/Derrick, singel, 2002

### Reakce
Trapový interpret Edúv Syn reagoval na Kollárovu tvorbu vykradením (bez autorizace) a následným remixováním některých motivů z jeho skladeb ve skladbě Deti kvetov.

## Publikační činnost
Bitka o Demiansk. Nitra: Univerzita Konštantína Filozofa. 2005.

## Filmografie
BODYOVÁ, V. (réžia). Road to Crimea. (dokumentárny film). Dostupné online: http://vimeo.com/11659767
BODYOVÁ, V. (réžia). O dvoch bratoch.  Dostupné online: http://vimeo.com/11229610